# ITF Women's Circuit Asuncion 2 2013
L'ITF Women's Circuit Asuncion 2 2013 è stato un torneo di tennis facente parte della categoria ITF Women's Circuit nell'ambito dell'ITF Women's Circuit 2013. Il torneo si è giocato a Asunción in Paraguay dal 7 al 13 ottobre 2013 su campi in terra rossa e aveva un montepremi di 25000 $.

## Vincitrici

### Singolare
Florencia Molinero ha battuto in finale  Verónica Cepede Royg con il punteggio di 6–3, 7–6(5)

### Doppio
Florencia Molinero /  Laura Pigossi hanno battuto in finale  Vanesa Furlanetto /  Carolina Zeballos con il punteggio di 5–7, 6–4, [10–8]